# Acer laikuanii
Acer laikuanii é uma espécie de árvore do gênero Acer, pertencente à família Aceraceae.